# Pier da Medicina

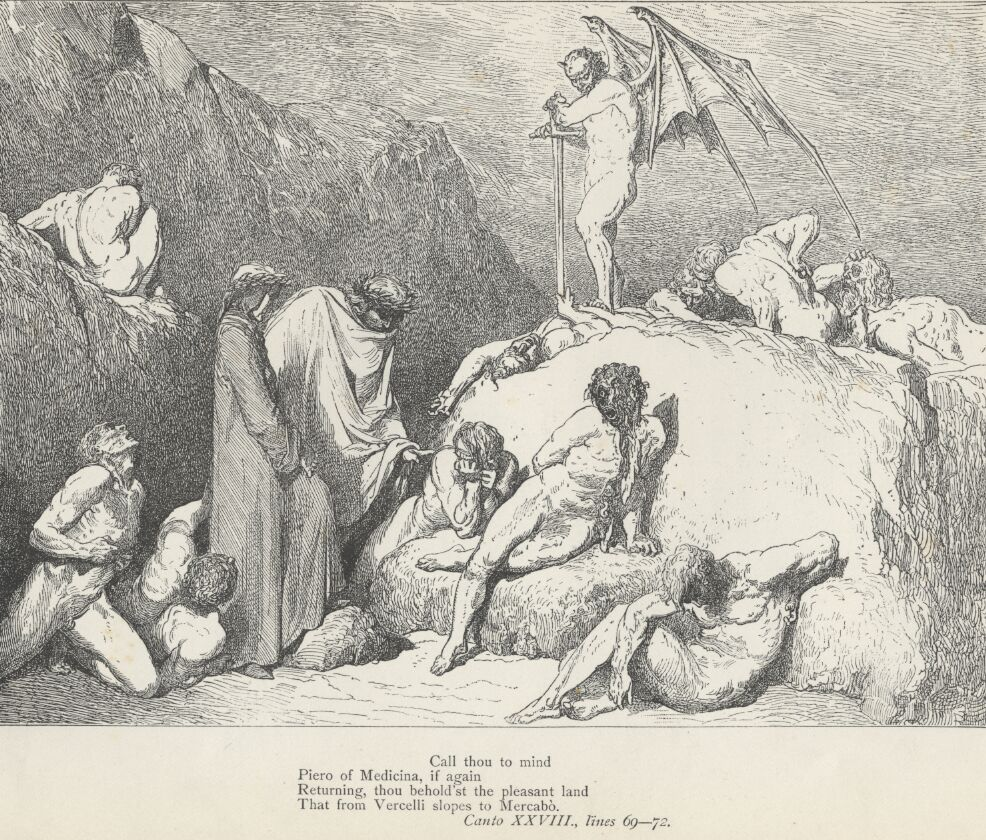
El cant vint-i-vuitè de l'infern dibuixat per Gustave Dorè

«... recorda-te'n de Pier da Medicina si tornes a veure la dolça plana
que de Vercelli baixa a Marcabò»
Pier da Medicina (Medicina, ... - ...) és un personatge de la Divina Comèdia del qual no es coneixen documents històrics exactes com a testimonis (que donin fe) de la seva vida. Algú l'identifica amb Pietro di Aino, del qual en tenim notícies fins al 1277.
Dante el troba a l'Infern entre els sembradors de la discòrdia (Inf. XXVIII, vv. 64-90) i el descriu horriblement mutilat el nas tallat, una orella i amb un forat a la gola que quan parlava, feia sortir esquitxos vermells de sang. Després d'haver-li demanat tristament a Dante que el recordés si torna a la plana emiliana, on es troba la ciutat de Medicina, fa una recomanació a dos personatges de Fano (Guido del Cassero i Angiolello da Carignano), predint la seva mort violenta a mans del tirà Malatestino I Malatesta, després agafa per la boca el condemnat del seu costat i mostra amb menyspreu a Dante com té la llengua tallada (Curió) i per això no pot parlar, i explica la seva història.
Els antics comentaristes diuen, sobre la base del passatge de Dante, que Pier da Medicina sembrà la discòrdia a Bolonya, o entre Bolonya i Florència, i potser estava entre els senyors de Medicina, que eren anomenats "cattani" (capitans). L'antic comentarista Benvenuto da Imola, potser més fiable per ser d'aquella zona, diu que Piero s'havia enriquit amb l'art de sembrar la discòrdia, i que Dante l'hauria conegut quan fou hoste de la cort dels Cattani de Medicina.